# Großgemeinde
Großgemeinde ist eine Bezeichnung für eine Gemeinde, die aus mehreren Ortsteilen und Ortschaften besteht und häufig im Rahmen einer Gebietsreform aus mehreren Gemeinden gebildet wurde.

## Deutschland
Ebenso wie die nur aus einer Ortschaft bestehenden Gemeinden haben Großgemeinden eine einheitliche Gemeindeverwaltung und -leitung (Gemeinderat und Bürgermeister). Sie sind, sofern sie aus Fusionen entstanden, Rechtsnachfolger ihrer ehemaligen Gemeinden und treten mit dem Zusammenschluss in alle Rechte und Pflichten der bisherigen Gemeinden ein. In Teilen Deutschlands handelt es sich bei Großgemeinden rechtlich um Einheitsgemeinden. In besonderen Fällen wurde Großgemeinden auch das Recht zuerkannt, sich Stadt zu nennen. Dies ist von der jeweiligen Kommunalverfassung oder der Gemeindeordnung des Landes abhängig und beruht oft auf den bestehenden Stadtrechten eines oder mehrerer bisheriger Gemeinden. Doch können auch neue Großgemeinden, deren Ortschaften keine Stadtrechte besaßen, zu Städten erhoben werden, wie beispielsweise Rheinstetten in Baden-Württemberg.
In Deutschland wird der Begriff umgangssprachlich gebraucht und hat sich vielerorts eingebürgert, weil es sich meist um Gemeinden mit einer großen Fläche handelt, wie zum Beispiel Am Mellensee in Brandenburg. Teilweise tauchen jedoch auch abwertende Begriffe wie „Retorten-Gemeinde“ oder „Kunst-Gemeinde“ auf, insbesondere wenn die Zusammenfassung mehrerer Gemeinden von der Bevölkerung ungewünscht ist und als widernatürlich empfunden wird. Gelegentlich ist es auch wieder zur Auflösung solcher Gemeinden gekommen, etwa im Falle der Stadt Lahn (Gießen/Wetzlar u. a.), welche nach heftigen Protesten der Bevölkerung (besonders der Wetzlarer) im Jahre 1979 wieder aufgehoben wurde.

## Österreich
Auch in Österreich gibt es die Form der Großgemeinden, die einerseits flächenmäßig aus einzelnen Katastralgemeinden, andererseits aus einzelnen Ortschaften bezüglich der Siedlungen gebildet wurden. Dabei kann es sich um zum Teil schon seit vielen Jahren zusammengewachsene Gemeinden handeln. Zahlreiche Gemeindereformen fanden in den 1970er Jahren statt. Einige dieser im Zuge von Gemeindereformen zusammengelegten Gemeinden sind später auch wieder auseinandergeteilt worden, beispielsweise Stratzing und Lengenfeld in Niederösterreich. Die letzte Gemeindereform war 2015 in der Steiermark (Steiermärkische Gemeindestrukturreform).

## Finnland
In anderen Staaten wurden von vornherein große Gemeinden mit mehreren Ortschaften gebildet, zum Beispiel Anttola in Finnland, das mittlerweile im mehr als 2000 km² großen Mikkeli aufgegangen ist.

## China
In der Volksrepublik China steht der Begriff für die eigene administrative Einheit der Großgemeinde, zum Beispiel Humen.